# شکر (محیط میزکار)
شِکَر (به انگلیسی: Sugar) نام یک محیط میزکار می‌باشد که به صورت متن باز و با آرمان فراهم آوردن یک محیط تعاملی برای یادگیری کودکان ارائه می‌گردد. شِکَر به عنوان بخشی از پروژه یک رایانه همراه برای هر کودک توسعه می‌یابد و رابط کاربری پیشفرض لپ‌تاپ‌های خانواده ایکس‌او-۱ می‌باشد، ولی می‌تواند بر روی سخت‌افزارهای مختلفی اجرا شود. شِکَر قابلیت اجرای زنده بر روی USB یا لوح فشرده را داراست و می‌توان از طریق توزیع‌های گنو/لینوکس مختلفی، از آن بهره جست یا می‌توان از طریق مجازی سازی آن را روی ویندوز یا مک اجرا نمود.

## نگارخانه

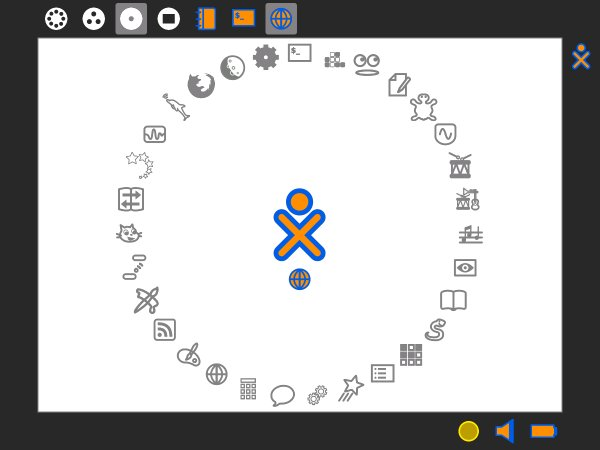
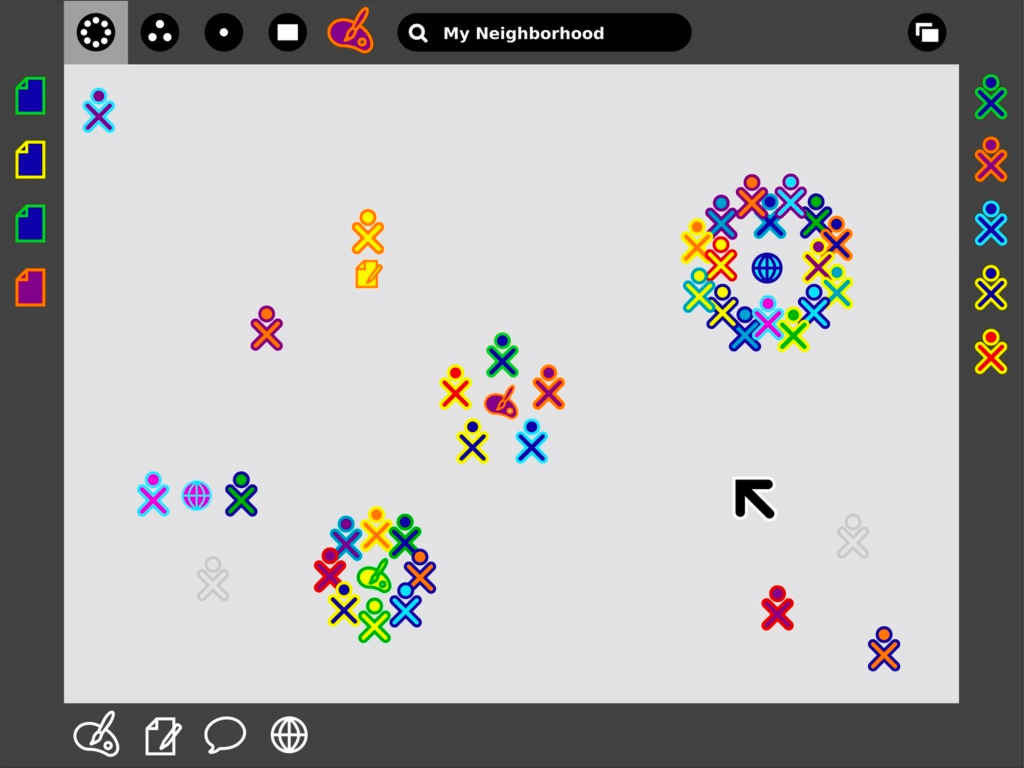
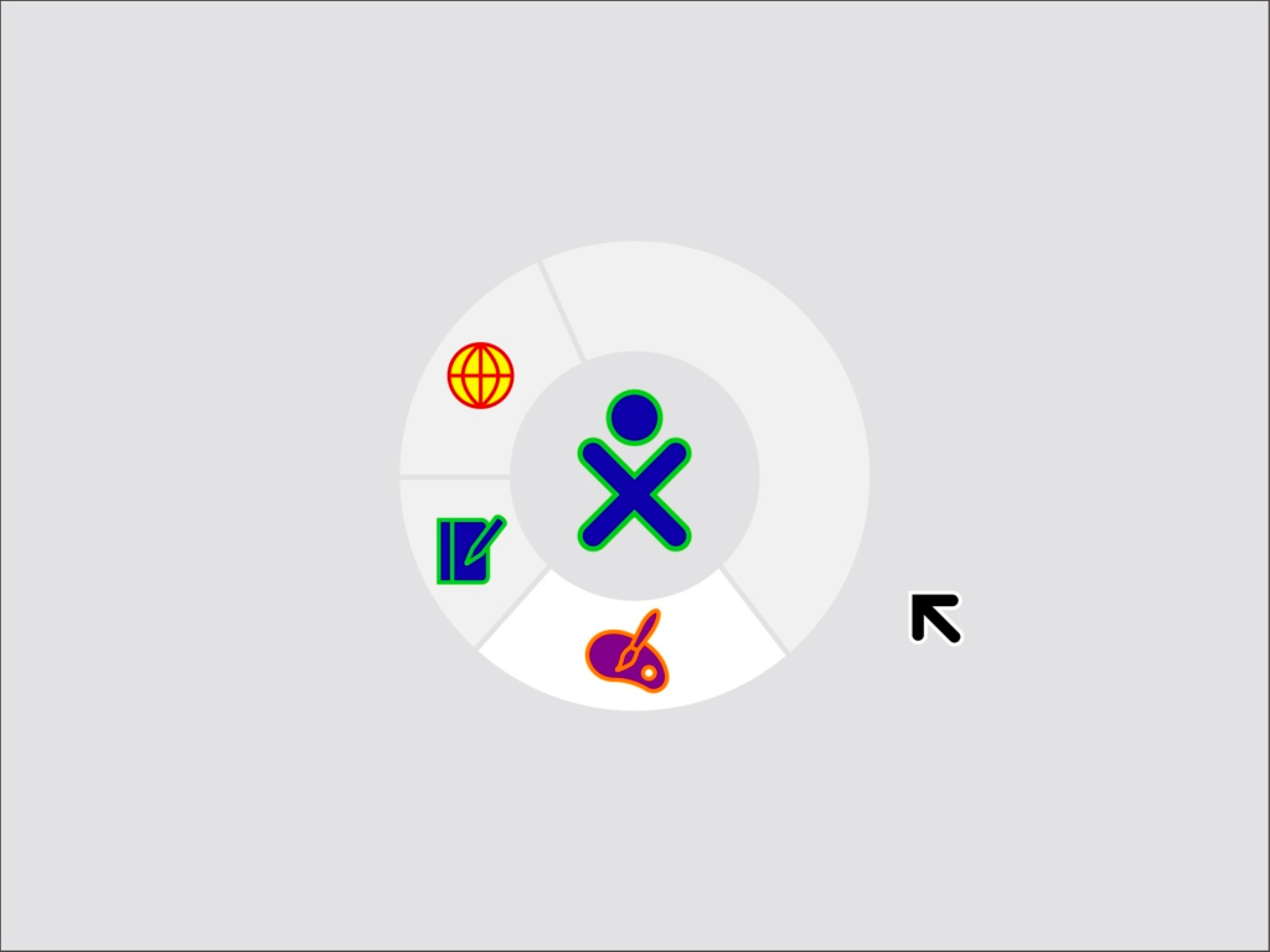
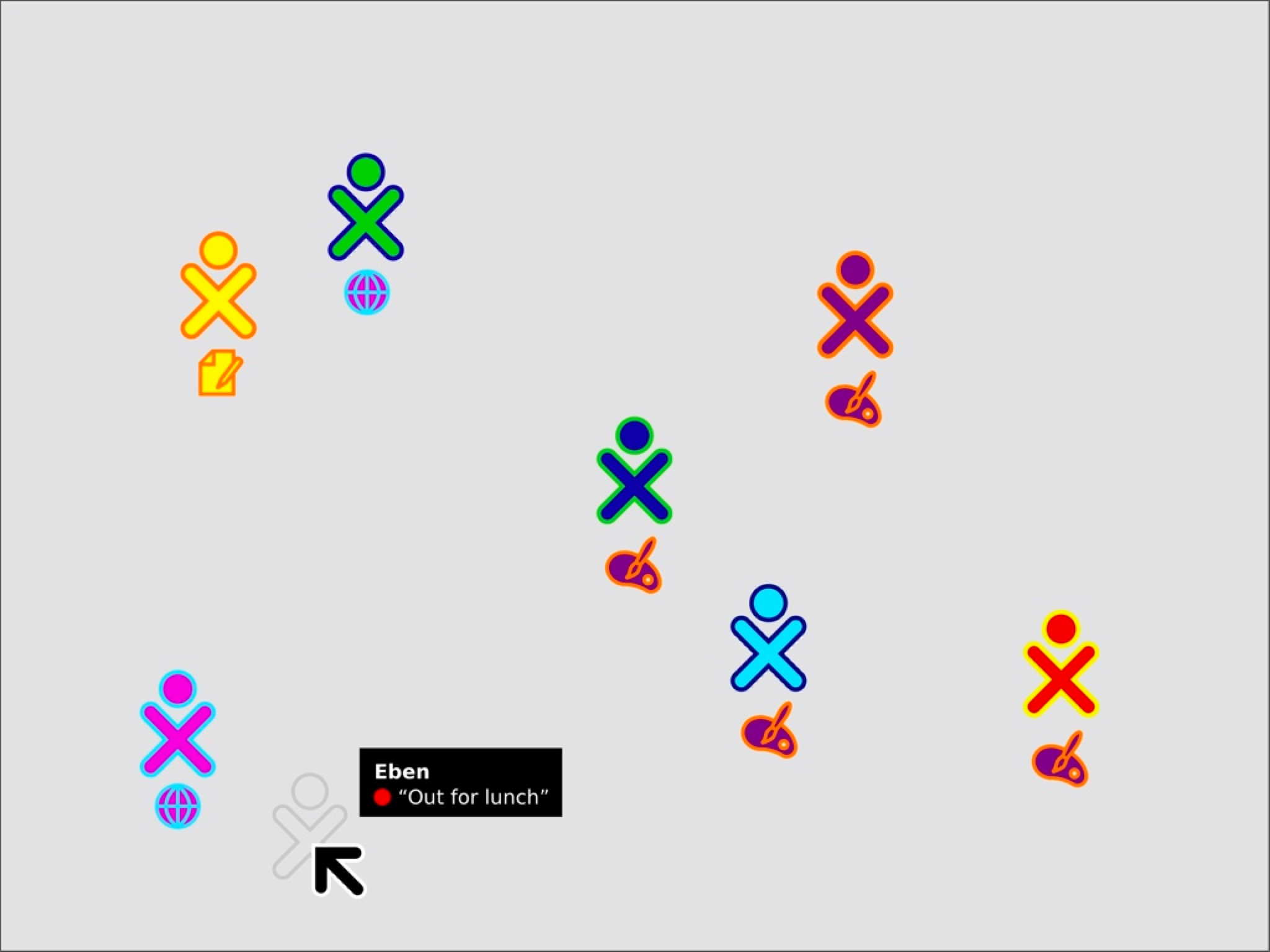
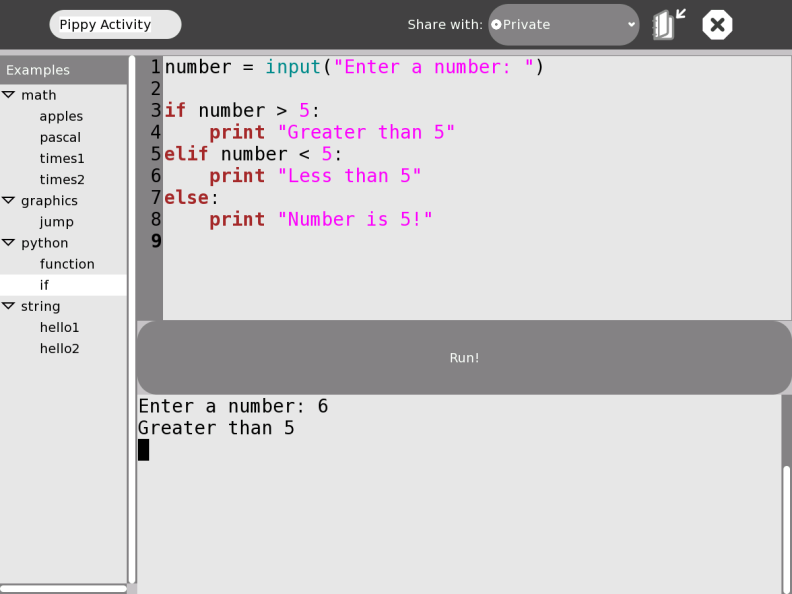
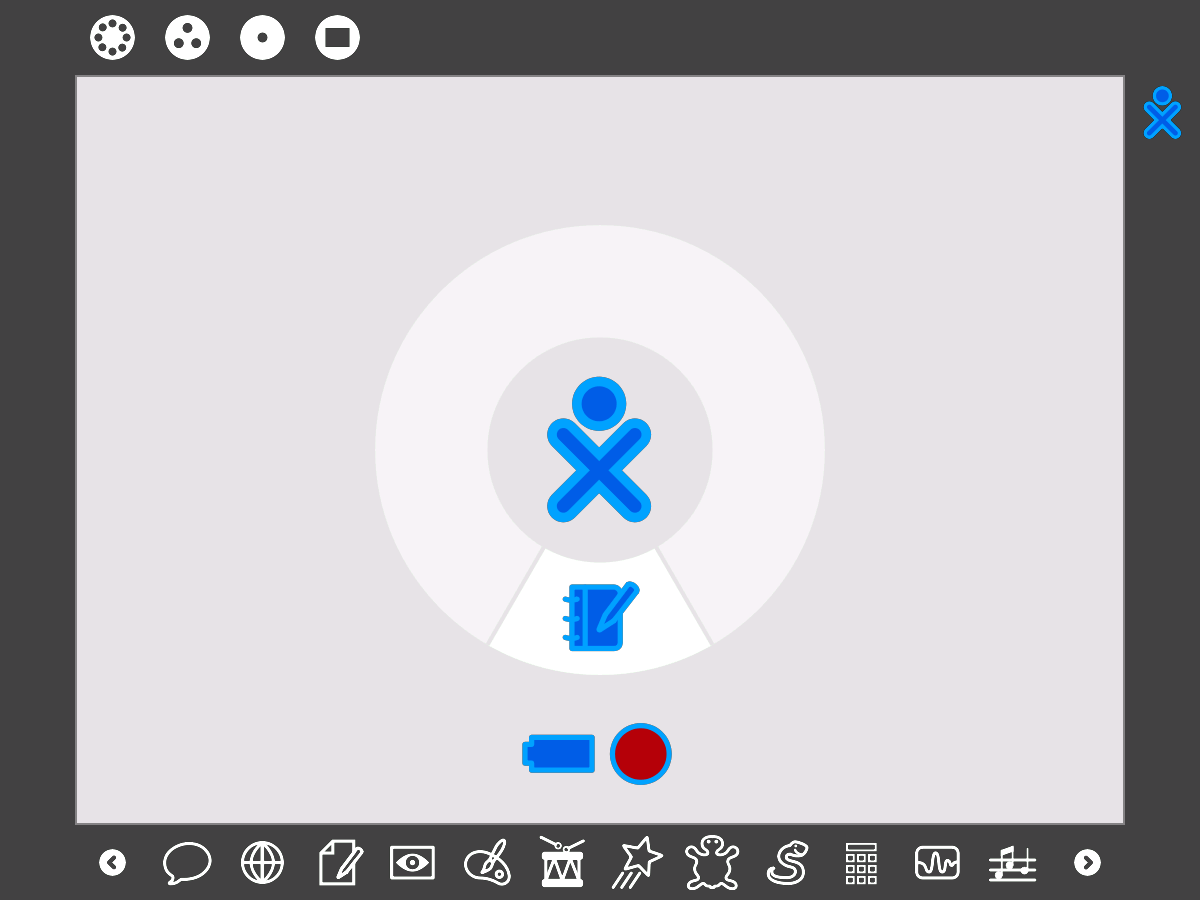
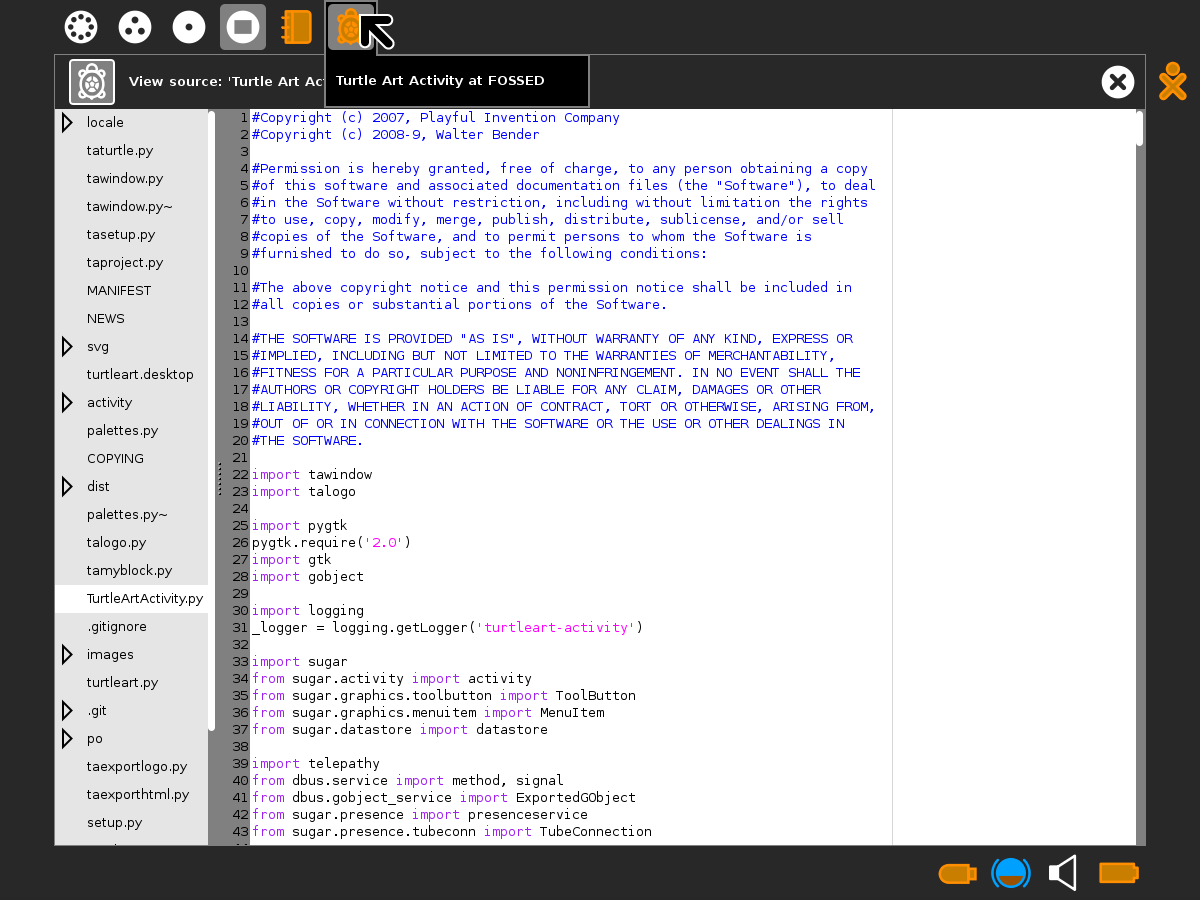
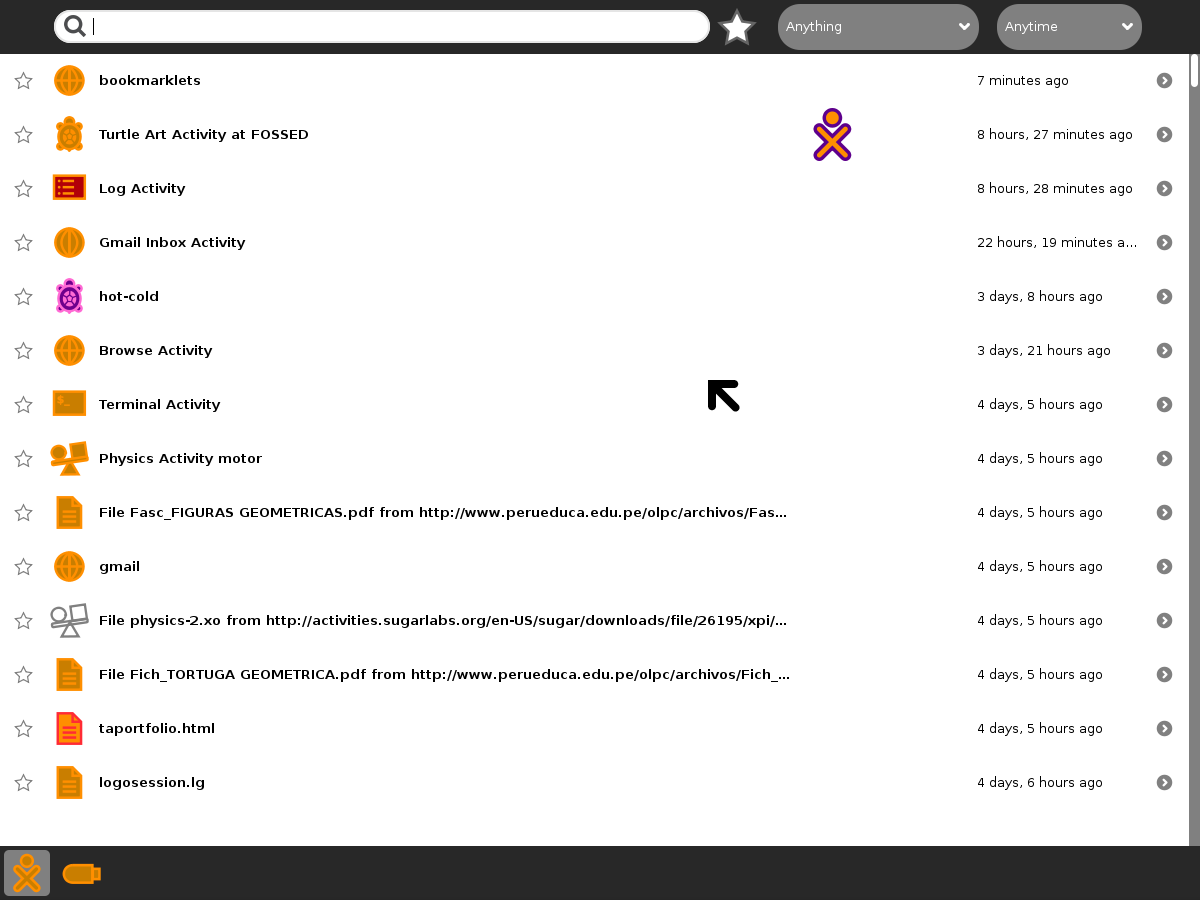